# Donato De Ieso
Donato De Ieso, né le 27 février 1989 à Pago Veiano, est un coureur cycliste professionnel italien, ancien membre de l'équipe Bardiani CSF de 2013 à 2014.

## Palmarès
- 2008
  - Circuito di Tuoro
- 2009
  - 2e de la Coppa Messapica
- 2011
  - Coppa San Sabino
  - Trophée Rigoberto Lamonica
  - 3e de Bassano-Monte Grappa
- 2012
  - Trofeo Salvatore Morucci
  - 2e du Trofeo Alta Valle del Tevere
  - 2e de la Coppa Messapica
  - 3e du Mémorial Gerry Gasparotto
  - 3e du Grand Prix Valdaso
  - 3e du Trofeo San Michele
  - 3e du Trofeo SS Addolorata

## Classements mondiaux
| Année           | 2011 | 2012 |
| --------------- | ---- | ---- |
| UCI Europe Tour | 485e | 772e |